# Michael Mooney
Michael Macdonald Mooney (Nueva York, 14 de mayo de 1909-Washington D. C., 18 de noviembre de 1985) fue un deportista estadounidense que compitió en vela en la clase 6 Metre. Participó en los Juegos Olímpicos de Londres 1948, obteniendo una medalla de oro en la clase 6 Metre.

## Palmarés internacional
| Juegos Olímpicos | Juegos Olímpicos      | Juegos Olímpicos | Juegos Olímpicos |
| Año              | Lugar                 | Medalla          | Clase            |
| ---------------- | --------------------- | ---------------- | ---------------- |
| 1948             | Londres (Reino Unido) | Medalla de oro   | 6 Metre          |